# 被爱情遗忘的角落
被爱情遗忘的角落是中華人民共和國於1981年上映的一部彩色電影，由峨眉电影制片厂攝製。该片編劇為张弦（其本人另有同名小說，曾獲得1980年全國優秀短篇小說獎），導演為張其、李亚林，杨海莲、沈丹萍、贺小书、李國華等人主演。影片主要講述母女三人爱情上的挫折。該影片曾獲得第二届电影金鸡奖最佳编剧奖和最佳女配角奖。